# Lokon
Lokon (indonez. Gunung Lokon) – czynny wulkan położony w Indonezji, w północno-wschodniej części wyspy Celebes; zaliczany do stratowulkanów. Wznosi się na wysokość 1580 m n.p.m.
W odległości niespełna 2 km na północny wschód znajduje się nieco niższy i morfologicznie młodszy wulkan Empung (czasem traktuje się je jako podwójny wulkan Lokon-Empung).
Ostatnia erupcja wulkanu Empung miała miejsce w 2 połowie XVIII w. Późniejsze erupcje w tym kompleksie wulkanicznym pochodzą wyłącznie z krateru Tompaluan usytuowanego pomiędzy wulkanami Lokon i Empung. Ostatnia z nich nastąpiła w 2015 roku.